# ヘルシオ
ヘルシオ (Healsio) は、2004年（平成16年）にシャープが大阪府立大学と共同開発した家庭向けウォーターオーブンの名称。同社の登録商標（日本第4880212号ほか）である。2005年（平成17年）、産学官連携功労者表彰を受賞。2012年（平成24年）に「ヘルシオ炊飯器」を発売したことでキッチン家電（調理家電）のブランド名称に発展している。

## 概要
電子レンジのようにマイクロ波で調理するのではなく、300度以上に加熱した過熱水蒸気で調理するのを特徴とし（シャープは「水で焼く」と表現）、ぱさつかず、しっとり仕上がると同時に脂が落ちて減塩ができるというのが売りである。名前の由来も「ヘルシー」と「減る塩」からネーミングされた。
当製品の発売前までは、過熱水蒸気と庫内の対流を用いるスチームコンベクションオーブンは排気、排水、給水の接続が必要とあってホテルなどの業務用でしか使用されていなかったが、100V電源（商用電源）での使用に成功した当製品の発売と同時に、家電業界に大きな反響を呼んだ。発売直後の売れ行きは好調で、後に各社からスチーム機能搭載のオーブンレンジが発売されるようになり、スチームオーブン市場を広げるきっかけとなった。
初代は、電子レンジ機能がついていなかったため温める機能が弱く、冷めたご飯を温めるのにも15分以上が必要だった。ユーザーからの電子レンジ機能に対する要望は強く、また調理時間についても、もっと短縮してほしいという声が強かった。そのため、第2世代以降は電子レンジ機能が搭載され、水蒸気を加熱するヘルシオエンジンも改良されて調理時間が短縮された。2代目、3代目に付属していた過熱水蒸気調理用の皿（第5世代以降は廃止された）を電子レンジ機能で使うと、本体の破損の恐れがあったため注意が必要だった。
「暮しの手帖」誌の商品テストでは、焼き物ではガス器具での調理より風味の点で劣り、蒸し物はおいしく出来るが、健康面での効果は余り期待できないなど、「調理器具としては完成度は低い」という結果が掲載されたこともある。しかし、使い手の感想はおおむね蒸し物や肉料理、魚料理に対して良好である。ただ、魚を調理した場合、匂いが庫内に残ることが気になる点として挙げられているが、脱臭スプレーを使った拭き掃除により除去は可能である。
なお、脱油・減塩・ビタミンC保存・栄養素保持・細胞破壊抑制・酸化抑制効果は第三者機関によって証明されており、油の付着やニオイを防ぐ「脱臭クリーンコート」を採用し清潔面も強化されている。また、蒸気の力で汚れを溶かし、サッとふき取るだけの「庫内クリーン機能」を搭載している。

## 世代ごとの特徴
発売時期は#機種参照。

### 第5世代
フラッグシップモデルのAX-X1に3.5型のカラー液晶を搭載すると共に、従来別売りだった蒸気排気ダクトを本体に内蔵したことで上部10cm以上のスペースがあれば設置が可能に。また、大量の蒸気を生かし、食器類やキッチン類を手軽に除菌できる「除菌機能」が追加された。また、この代より名称を再び「ヘルシオ」に統一すると共に、スタンダードモデルのAX-S1と普及モデルのAX-L1の3機種をラインナップする。

### 第6世代
前世代同様の3機種のラインナップだがAX-X1の後継モデルのAX-X2では業界最多の288の自動メニューをもち、健康状態から5つの項目から料理を選べる「健康サポートメニュー」を追加。豊富なメニューから素早く選べるように検索機能も加わった。また、前世代では上級モデルのみであった内蔵型蒸気排気ダクトを全機種に拡大。また、ホワイトバックライト液晶と118の自動メニューを搭載するスタンダードモデルのAX-G1と容量26Lのコンパクト設計と厳選した42種類の自動メニュー、野菜をイメージした3色のボディカラーを設定したシンプルモデルのAX-M1をそろえた。

### 第7世代
ラインナップを刷新。上級モデルのAX-PX1ではさらに大きくなった4.3型ASVカラー液晶をタッチパネル式とし、直感操作ができる「ヘルシオタッチ」を可能にした上、基本的な操作方法や入門メニューの調理方法などを画面で解説する「ヘルシオ教室」も搭載した。また、家庭では調理が難しかった70~95℃の温度帯で蒸気を自動コントロールする「ソフト蒸し」調理機能を搭載し、自家製ハムや温泉卵も簡単に調理できるようになった。さらに、調理時間の短縮を図るため、庫内上面と左右側面から蒸気を噴射するトリプル噴射方式を採用した。普及モデルのAX-GX1は庫内奥面と右側面から蒸気を噴射するダブル噴射方式にすると共に、液晶サイズを3.0型に大型化。シンプルモデルのAX-MX1も液晶サイズを3.0型に大型化すると共にホワイトバックライト液晶になった。なお、AX-PX1とAX-MX1には最近のキッチンのトレンドに合わせた新色「ステラホワイト」をラインナップした（AX-GX1にもホワイト系を設定）。さらに、2011年1月には追加モデルとして、小型冷蔵庫のトップテーブルにも設置できる奥行40cmのコンパクトモデルAX-CX1を発売。AX-CX1にもレッド系のほかに、ホワイト系の「ステラホワイト」が設定される。この世代以降、電子レンジ機能では出力1000Wに設定した場合、加熱時間の上限が3分に制限され、また庫内灯は点灯しない。

### 第8世代
第7世代と同じラインナップ（PX・GX・MX・CX）としているが、フラッグシップモデルのAX-PX2では携帯電話やスマートフォンで撮影した写真を赤外線通信を利用して本体へ送信した後、手書きのメニュータイトルや加熱条件と共に最大25件までオリジナルメニューを登録できる「マイヘルシオ」を搭載し、魚を骨まで柔らかく調理し、丸ごとカルシウムを摂取できる「骨まで柔らか」機能を追加。さらに、トリプル噴射エンジンはエンジンそのものを薄型化し、過熱水蒸気の発生効率を高めたことで過熱水蒸気の熱量をPX1比10%アップし、調理時間の短縮を実現。普及モデルのAX-GX2にはPX系に搭載されていた「ソフト蒸し」機能を新搭載し、ダブル噴射エンジンはダブルヒーターエンジンと新型ファンの搭載により調理時間の短縮を実現。1段調理タイプのAX-MX2には新たに除菌機能を搭載。一人暮らしに最適な18LコンパクトモデルのAX-CX2は液晶部をホワイトバックライト液晶に変更し、本体色にはピンク系の「スウィートピンク」を追加した。

### 第9世代
第7・8世代と同じラインナップ（PX・GX・MX・CX）としているが、全機種共通で、食材を角皿にのせ、ボタンを押すだけで手早く同時調理できる「カンタン焼き/カンタン蒸し」を搭載。フラッグシップモデルのAX-PX3はタニタ食堂の「500kcal定食」10メニューと美容に効果があるとされる栄養素を多く含む「美容サポートメニュー」51メニューを追加。「500kcal定食」は1食分のメニューを簡単に同時調理ができ、さらに、過熱水蒸気を用いるためメニューによっては通常調理よりも更なるカロリーダウンが可能となっている。また、スマートフォン専用に開設した「ヘルシオサイト」から、本体には搭載されていない旬の食材を使ったメニューや歳時メニューをダウンロードし、赤外線通信を利用して送信することで最大25メニューを追加で登録でき、一度登録すれば、次回からはメニューから選んで調理をスタートすることができる。さらに、エンジン部分に「スイングダンパー方式」を採用した「ターボ直噴エンジン」を搭載。上段だけの一段調理時にダンパーを閉めることで上段の空間に過熱水蒸気を集中噴射することが可能になったことで調理時間の短縮が可能となった。普及モデルのAX-GX3は断熱構造エンジンの採用により過熱水蒸気の発生効率をアップし、庫内温度の上昇を早めたことで調理時間を短縮。自動メニューに「美容サポートメニュー」17メニューを追加した（「美容サポートメニュー」17メニューは1段調理タイプのAX-MX3、コンパクトタイプのAX-CX3にも搭載）。コンパクトモデルのAX-CX3はディスプレイを2.6インチに大型化した。

### 第10世代
ラインナップを刷新。PX3後継のプレミアム・ファミリータイプであるSP1は大量の水蒸気を発生させる「パワーアップ1,350Wエンジン」とPX3との体積比で約28%小さくすることで過熱水蒸気の発生効率を高めた「薄型過熱水蒸気ダクト」からなる「エコ技ターボ噴射エンジン」の採用により、過熱水蒸気をすばやく集中噴射させることで調理時間をPX3に比べて最大約40%短縮。例えば、鶏の照り焼き（4人分）の場合、第1世代のHC1で約29分かかっていたのが、第10世代のSP1では半分以下の約12分で調理ができるようになった。さらに、「ココロエンジン」も搭載され、癒しの言葉を話したり、タイミングよく操作のアシストを行ううえ、自動メニューの対象メニューに「聞いて」ボタンも配置し、料理にあわせた役立つ提案を音声で知らせてくれる。この他、GX3後継のスタンダードタイプGA1は「カンタンお菓子メニュー」を新たに搭載し、ディスプレイを3.5インチに大型化。プレミアム・アクティブシニアタイプの位置づけとなったMX3後継のSA1はディスプレイを4.3インチに大型化してタッチパネルを搭載。さらに、トップ画面はボタンや文字を大きめにして操作しやすくし、SP1同様、癒しの言葉を発したり調理終了を知らせる「ココロエンジン」も搭載。魚を骨まで柔らかく調理し、丸ごとカルシウムを摂取できる「骨まで柔らか煮」機能も追加し、ボディカラーも新たにブラウン系を追加した。CX3後継のコンパクトタイプCA1はメニュー数（クックブック・自動）を増やしたマイナーチェンジ程度である。

### 第11世代
SP1後継のプレミアムモデルXP100において、大量の水蒸気を発生させる「パワースチームジェネレーター」、天板と背面にある3つのヒーターで過熱水蒸気を発生させる「トリプルウォーターヒートシステム」、回転数や回転方向をきめ細かく制御できる「回転ファン」、上下段の気流を仕切る「スウィングダンパー」で構成された「3ドライブハイパワーエンジン」を搭載。これにより、「2段均一加熱」、第9世代以降で可能となった「上段集中加熱」に加え、下段はスチームを満たして蒸し調理、上段は過熱水蒸気を噴射した焼き調理の「上下2段別加熱」が可能となった。さらに、庫内幅をSP1に比べて5cm長くしてワイド庫内にする一方、SP1に比べて設置面積を約22%縮小してコンパクト化した。さらに、液晶ディスプレイは「でかボタン」への切り替えが可能なほか、「でかボタン」設定時のみ、背景色を黒に変更できるうえ、ボタンの並べ替えも可能となった。また、ファンデリーの管理栄養士との共同開発による「ヘルシー食メニュー」を新たに搭載した。この「ヘルシー食メニュー」はXP100のみならず、GA100・SA100・CA100にも搭載される（機種によりメニュー数が異なり、XP100は30メニュー、SA100は15メニュー、GA100は10メニュー、CA100は6メニューを搭載する）。これにより、全機種で自動メニュー数・クックブック掲載メニュー数ともに増加した。2015年2月には、プレミアムモデルのXP100をベースに、本体のドアを開ける又はスマートフォンアプリ「ココロボ〜ド」からメニューを提案し、選択したメニューの食材リストから必要な食材を選択して自動作成する「買い物リスト」、「ヘルシオレシピ」に掲載の新着メニューや特集メニューをスマートフォンから本体へダウンロードし、トップ画面に「新着メニュー」を表示して、すぐに調理を開始できるクラウド機能「ともだち家電」に対応したXP1WFを追加発売した（本機種は受注生産で、「ともだち家電」を利用するには、プッシュボタン方式を採用した無線LANルーターなどの無線LANアクセスポイントとスマートフォン又はタブレット端末（Android/iOSどちらでも可能）を用意し、常時接続のブロードバンド回線（光回線を推奨、インターネットに接続する度にID認証が行われる方式では不可）が必要。また、スマートフォンアプリ「ココロボ〜ド」のダウンロードと「SHARP i CLUB」の会員登録も必要である。必要な準備が整ったら宅内無線LANでスマートフォン又はタブレット端末と接続し、ダウンロードした「ココロボ〜ド」を起動して「SHARP i CLUB」のシャープIDとパスワードでログインし、ともだち家電として登録し、「ココロボ〜ド」のボードに招待することで利用可能となる）。

### 第12世代
最上位モデルのXP200において、「ウォーターヒート技術」・「温度センサー」に加えて、庫内天面に配置した「赤外線ムーブセンサー」を組み合わせた自動調理機能「まかせて調理」を日本国内の家庭用100Vオーブンレンジで初めて搭載。この機能は温度が低い食材により多くの熱を与える加熱水蒸気の特性、「赤外線ムーブセンサー」による食材の温度検知（右・中央・左のエリア別検知）、「温度センサー」による食材の量検知により、好みの食材や分量を角皿に並べて、4つの調理方法（網焼き・揚げる、焼く、炒める、蒸す・ゆでる）から選択するだけで、温度（冷凍・冷蔵・常温）が異なる食材が混在しても、分量の多少があっても関係なく自動調理ができるようになった。また、予熱温度まで一気に素早く加熱することによってウォーターオーブンと熱風コンベクションオーブンの2種類の手動オーブン機能で300℃のハイパワー設定が可能となり、上段集中加熱により8〜10分で調理できる「スピードメニュー」は100種類に増やし、上段を過熱水蒸気加熱、下段をパワースチーム加熱で調理する「焼き・蒸し同時メニュー」には「カンタンスイーツ」やファンデリーの管理栄養士との共同開発メニューを追加。GA100後継のSP200は噴射方式が庫内天面と奥面2箇所のトリプル噴射方式となり、「焼き・蒸し同時メニュー」、「スピード100メニュー」、最高300℃まで設定できる2種類の手動オーブン（熱風コンベクションオーブン/ウォーターオーブン）機能を搭載。さらに、「せいろ蒸し」・「骨までやわらか煮」・「サックリ解凍/全解凍」も追加され、「蒸し物セットメニュー」と「自動モーニングセット」が2段調理に対応した。SA100後継のMP200はディスプレイをタッチパネル式カラー液晶から大型ドット文字を採用したホワイトバックライト液晶に変更し、「サックリ解凍/全解凍」を搭載した。なお、XP200/SP200/MP200の3機種は横幅49cm・奥行43cm（MP200は43.5cm）のコンパクト設計ながら庫内幅41cmのワイド庫内を実現した。高さ34.5cmのコンパクトモデルCA200には全解凍機能を搭載した。2015年10月には、XP1WF後継の「ともだち家電」対応モデルXP2WFを追加発売した（XP1WF同様に受注生産となっており、「ともだち家電」を利用するための必要環境もXP1WFと同じである）。

### 第13世代
XP200の後継機種となる最上位モデルのXW300には、音声認識機能と無線LANモジュールが搭載されており、対話形式で献立の相談をすると、AI（人工知能）が季節や天気の情報と調理履歴などを考慮しながら、クラウド上に保存されているメニューから提案するクラウドサービス「COCORO KITCHEN（ココロキッチン）」に対応（なお、利用の際は、プッシュボタン方式の無線LANアクセスポイント機器を用いた無線LAN接続が必要）。また、クラウドサービスと同名のスマートフォン専用アプリから調理データのダウンロードが可能で、ヤフーのスマートフォンアプリ「myThings」との連携にも対応している（連携利用の際は事前に「Yahoo! JAPAN ID」が必要）。また、AIが献立の相談内容や利用状況によって家族の嗜好を自動的に学習し、一定のルールに従った対話を行えば、食材の異なる表現なども対話をしながら学習し、次回からその表現も用いてその食材の入ったメニューの提案も可能である。また、自動メニューに関してはXP200ではメニューごとに都度設定していた分量や仕上がり具合を、2回目に使用するときに前回設定した内容を自動反映して音声で知らせることで、設定作業を簡素化した。「まかせて調理」も改良され、上段でのおかず調理に加えて、「網焼き・揚げる」又は「焼く」を選択した場合に限り、下段で炊飯（最大2カップ分まで）の同時調理が可能となった。2016年10月には、家電向けに開発したクラウドシステムを介し、管理栄養士によるワンポイントアドバイスや食品メーカーの広告（広告を視聴するとポイントが付与され、貯まったポイントを景品に交換できるサービス「ポイント家電」も開始される）などを受けることが可能なキッチン向け情報配信サービスを開始した。本サービスを受けるには、XW300を無線LANでインターネットに接続する必要がある。
本世代では、MP300の上位機種にあたる庫内容積26Lのアクティブシニア向けモデルAP300を追加。AP300は第12世代の最上位モデルXP200に搭載されていた「ココロエンジン」や「まかせて調理」を搭載するほか、角皿にアルミ素材を用いて軽量化した「ラクラク軽量角皿」を採用した。
さらに、全機種においてドライフードが作れる機能が追加され、油で揚げない「チップス」（MP300/CA300は手動メニューで搭載）が作れるほか、SP300とXW300は「セミドライ」や「おつまみ」も可能な3モード仕様である。
また、CA200後継のコンパクトモデルCA300はカラーバリエーションが変わり、CA200のレッド系に替わり、ブラック系が新たにラインナップされた。

### 第14世代
XW300の後継機種であるXW400は、高火力ヒーターで強力に加熱した過熱水蒸気を庫内天板から食材に直噴射することで食材の表面に短時間で焦げ目をつけることが可能なあぶり焼き機能を日本国内の家庭用100Vオーブンレンジで初めて搭載した。
AP300の後継機種であるAW400は、第13世代の最上位機（XW300）で搭載した「まかせて調理」、音声認識機能、無線LANモジュールを搭載し、「COCORO KITCHEN」にも対応。ディスプレイは4.3型に大型化・カラー化し、タッチパネルも搭載した。XW400とAW400には、ドアを閉める際の衝撃を少なくし、静かにやさしく閉まるソフトダンパーを採用した。

### 第15世代
XW400・AW400の後継機種となるXW500・AW500は既対応の「COCORO KITCHEN」においてスマートスピーカーによる音声対話に対応（第13世代のXW300、第14世代のXW400/AW400でも対応している）。
XW500は「まかせて調理」が改良され、上段で「まかせて調理」を行いながら下段で惣菜のあたためを行うことが可能となり、上段が「網焼き・揚げる」、「焼く」、「炒める」の場合は揚げ物惣菜のあたため、上段が「蒸す・ゆでる」の場合は蒸し物惣菜のあたためが可能である。また、高温と低温を組み合わせた「あぶり芳醇焼き」が搭載され、まず、過熱水蒸気で一気にあぶって表面を焼き固め、その後庫内を蒸気で満たして温度を下げ、低温でじっくり加熱。これにより、大きさにバラつきがあるかたまり肉（350g～800g）の自動調理が可能となった。
AS400の後継機種となるAS500は新たに「まかせて調理」が搭載された（なお、AS500では、調理法の選択に加え、冷凍食材の有無を手動で選択する必要がある）。
8月には、13世代のSP300以来となる2段調理対応の普及モデルXS500を追加設定。XS500は「ヘルシオ」では初となる手動のウォーターオーブンやウォーターグリル調理での過熱水蒸気量調節機能が新たに搭載され、加熱前と調理中で3段階に調節可能となった。また、XW500同様に「まかせて調理」が搭載されており、下段で惣菜のあたためを同時に行うことが可能だが、XS500ではAS500同様に冷凍食材の有無を手動で選択する必要があり、下段の惣菜のあたためは「冷凍なし」で、上段が「網焼き・揚げる」、「焼く」、「炒める」のいずれかを選択した場合に、揚げ物惣菜のみ可能である。
また、CA400の後継機種となるコンパクトモデルのCA450も同時に設定された。

### 第16世代
XWとAWをモデルチェンジ。AIoTクラウドサービス「COCORO KITCHEN」の進化により、食材と手段を声で伝えると調理方法が、調理履歴や使い方に応じて話しかけなくても「ヘルシオ」側から使いこなしのワザが音声でアドバイスする機能が搭載された。また、大量の蒸気を用いて80℃前後の低温で包み込むように青野菜類やキノコ類を蒸し、100g～300gまでの自動調理に対応した「低温蒸し青野菜」機能と、絶対湿度センサーによって食材の蒸気から食材の仕上がり状態を見極めることで耐熱容器に食材と調味料を入れてスタートするだけで自動調理が可能なレンジ機能「レンジで1品」を搭載。副菜向けの「5分おかず」、煮物向けの「かんたん煮物」、乾麺の状態から調理可能な「カンタンパスタ」など15種類のメニューが用意されている。
8月にはコンパクトモデルのCAをモデルチェンジし、スタンダード2段調理モデルのXJを追加。CAは自動メニュー数並びにクックブック掲載メニュー数を削減し、追加で自動メニューやクックブック掲載メニューを閲覧するためのQRコードを追加。XJは「まかせて調理」に替わり、食材をおくだけで火加減・加熱時間任せでグリル調理が可能な「おくだけグリル」を搭載する。

### 第17世代
XW600の後継機種となるハイグレードモデルのXA10は日本国内での家庭用100Vオーブンレンジにおいて初機能となる「AIパネル」を搭載。各家庭の調理履歴などをクラウドで学習し、朝・昼・夜の時間帯に合わせてよく使う機能とよく作るメニューを表示する「いつものメニュー」と、調理履歴を加味して季節や時間帯に応じたメニューが表示される「おすすめメニュー」で構成されている。自動調理機能「まかせて調理」が改良され、従来は惣菜の温めのみだった下段での調理が可能となり、上段に主菜・下段に副菜と一度に複数のメニューの同時調理が可能となった。また、食材や調味料（1～4人分の分量）をボウルに入れ、カテゴリー（ベジ・煮物・中華・カレー・パスタ）から選んでスタートするだけで自動調理が可能な自動レンジ調理機能「らくチン1品」を搭載した。
なお、XA10から無線LAN機能・COCORO KITCHEN・AIパネル・あぶり焼きを無くし、自動メニュー数並びにクックブック掲載メニュー数を削減して機能をシンプル化したX10も設定された。
7月にはXJもモデルチェンジ。X10/XA10同様に「らくチン1品」が搭載された。
9月には新モデルのAJ1を発売。第16世代のCAとAWの中間となる「ヘルシオ」で初の総庫内容量22Lのコンパクトモデルで、XJ1同様に「おくだけグリル」や「らくチン1品」を搭載。液晶にはブラック液晶を採用している。

### 第18世代
ハイグレードモデルのXAをモデルチェンジ。食材や料理のテーマ・ジャンルごとにまとめられたメニューリストを「COCORO KITCHEN」レシピサービスから本体に一括ダウンロード可能な「クックリスト」を搭載。「まかせて調理」の2段調理が改良され、上段で炒め物や蒸し・ゆで料理が可能となり、第17世代で搭載された「らくチン1品」は「らくチン!リゾット」と「らくチン!スープ」の2つのメニューが追加された。
8月には新モデルのUA20を発売。第17世代のAJ1と庫内総容量・外形寸法はそのままで無線LAN機能と「COCORO KITCHEN」が搭載され、「らくチン1品」はXA20同様に「らくチン!リゾット」と「らくチン!スープ」の2つのメニューが追加された。
11月末にはRA20、翌月にはHA20を順次発売。2機種共通のデザインで「まかせて調理」と「COCORO KITCHEN」は右下にそれぞれの専用キーを搭載。液晶はバックライト付の大型ブラックをガラス（窓）と並ぶように配置し、総庫内容量を30Lとしつつ、高さは蒸気ダクト込みで390mmのローボディとした。RA20は本体ドア部分にメタル素材を使用し、カラーはグレー系ダークメタルとシルバー系ライトメタルを設定。ハイグレードモデルのXA20同様に2品同時あたためが可能である（常温又は冷蔵の組み合わせのみ可能で、スタート後に必ず仕上がり調節を「強め」に設定する必要がある）。

### 第19世代
ハイグレードモデルのXAとコンパクトモデルのUAをモデルチェンジ。XAはできたてのような食感に復元する温めなおし機能が「ヘルシオあたため（おいしさ復元）」として進化し、第18世代のXA20で可能だった揚げ物、蒸し物、パン（ロールパン、フランスパン、クロワッサン）に加え、焼き物や冷凍の生食パンにも対応。本体の初期画面に専用キーが設置された。また、低温の庫内に水蒸気を充満させた後、ファンで水蒸気を循環させることで効果的に食品に熱を与えて解凍することで、冷凍食品の解凍時間を短縮させる「食べごろ解凍」も搭載された（本機能は「COCORO KITCHEN レシピサービス」から食材に合わせた専用メニューをダウンロードにより取得するため、無線LAN接続が必要となる）。本体デザインが刷新され、ドア部分に金属をランダムに研磨することで反射を抑えるバイブレーション仕上げを施したアルミニウム素材が採用され、カラーバリエーションはXA20のレッド系を引き継ぐバイブレーションレッドに、新色のバイブレーションブラウンとバイブレーションシルバーを加えた3色展開となった。UAは揚げ物とパン（ロールパン、フランスパン、クロワッサン）に対応した温めなおし機能「ヘルシオあたため（おいしさ復元）」が搭載された。

### 第20世代
2段調理モデルをプレミアムモデルのLSX3A、ハイグレードモデルのRS1A、スタンダードモデルのNS1Aの3機種に再編された。全モデル共通でドアを閉める際に手を離してもスムーズに優しく閉まるソフトダンパーが搭載された。
第19世代のXA30の後継となるLSX3Aは「食べごろ解凍」を「食べごろ解凍 手動メニュー」として本体に搭載されダウンロードを不要化。第18世代のRA20の後継となるRS1Aは第19世代ではプレミアムモデルのXA30のみの搭載だった「ヘルシオあたため（おいしさ復元）」や「食べごろ解凍」が搭載された（「食べごろ解凍」は専用ダウンロードメニュー対応となり、無線LAN接続が必要）。

### 第21世代
2段調理モデルをプレミアムモデルのLSX3BとハイグレードモデルのRS1Bの2機種に絞り、新たに「ヘルシオ ベーシック」の愛称で1段調理モデルのN1Bが追加された。
全モデル共通で、シャープ製オーブンレンジに搭載されている「ワンディッシュメニュー」が新たに搭載され、ごはん用の「ワンディッシュごはん」と茹で麺用の「ワンディッシュヌードル」が用意される。
LSX3A後継のLSX3BとRS1A後継のRS1Bは1～2人分の少量のおかず調理に対応したグリル機能「らくグリ!調理」が搭載され、本機能を使うための小型サイズのトレー「ヘルシオトレー」が新たに同梱された。LSX3Bは「まかせて調理」が改良され、調理法で「網焼き・揚げる」又は「焼く」を選択して1段調理する時に設定をしておくことで、調理終了後に最大30分間、適度な蒸気をかけながら保温する「ほかほかキープ」が追加された。
N1Bは従来のNS1Aから「まかせて調理」の調理法を「焼く」のみに、「ヘルシオあたため（おいしさ復元）」から「蒸したてしっとり」を省くなど機能が厳選されたベーシックタイプで、カラーはマットブラックのみとなる。なお、1段調理モデルではあるものの、別売りの角皿を追加購入することで2段調理が可能となる。

### 第22世代
先に2段調理モデルがモデルチェンジされ、後から1段調理モデルもモデルチェンジされた。
全モデル共通で生成AIを用いた「COCORO KITCHENレシピサービス」のサービスである「クックトーク」に対応（利用するには「COCORO HOME」アプリに機器登録し「COCORO KITCHENレシピサービス」へのログインが必要。第21世代以前の無線LAN搭載機種にも順次対応予定）。自動調理機能の「らくチン1品」は冷凍食材を用いたメニューが追加された。
LSX3B後継のLSX3CとRS1B後継のRS1Cは第21世代で同梱した「ヘルシオトレー」の用途が拡大され、専用メニューの拡充（RS1Cは専用ダウンロードメニューが必要）や「ヘルシオあたため（おいしさ復元）」への対応を行った。LSX3CはLSX3Bで搭載した「ほかほかキープ」が改良され、「まかせて調理」の一部調理法に加えて「らくグリ!調理」にも設定が可能となり、仕上がり調節時や調理終了1分前以外であれば調理スタート後でも設定可能となった。
N1B後継のN1Cは愛称を再び「ヘルシオ」に変更。N1Bでは省かれていたソフトダンパーが再搭載され、NS1A以来となるホワイトが追加された。

## 機種
- 第1世代（2004年発売）
  - ヘルシオ AX-HC1 ... 26L、自動126メニュー
- 第2世代（2005年発売） ... 酸素濃度1%、電子レンジ機能追加 
  - ヘルシオ AX-HC2 ... 26L、カラー液晶
  - ヘルシオ AX-HT2 ... 20L
- 第3世代（2006年発売） ... 酸素濃度0.5%
  - ヘルシオプロ AX-1000 ... 30L、2段調理
  - ヘルシオ AX-HC3 ... 26L
  - ヘルシオ AX-HT3 ... 20L
- 第4世代（2007年9月発売） ... 酸素濃度0.1%
  - ヘルシオプロ AX-2000 ... 30L、自動245メニュー、クックブック345メニュー、2段調理
  - ヘルシオ AX-HC4 ... 26L、自動210メニュー、クックブック257メニュー
  - ヘルシオ AX-HT4 ... 20L、自動165メニュー、クックブック203メニュー
- 第5世代 （2008年9月発売） ... 全機種 2段調理
  - ヘルシオ AX-X1 ... 30L、自動275メニュー、クックブック369メニュー、除菌機能、蒸気ダクト内蔵、カラー液晶
  - ヘルシオ AX-S1 ... 30L、自動126メニュー、クックブック247メニュー
  - ヘルシオ AX-L1 ... 30L、自動82メニュー、クックブック189メニュー
- 第6世代（2009年発売） ... 全機種 蒸気ダクト内蔵
  - ヘルシオ AX-X2 ... 30L、自動288メニュー、クックブック381メニュー、2段調理、除菌機能、カラー液晶
  - ヘルシオ AX-G1 ... 30L、自動118メニュー、クックブック223メニュー、2段調理、除菌機能
  - ヘルシオ AX-M1 ... 26L、自動42メニュー、クックブック78メニュー
- 第7世代（2010年8月発売、CX1は2011年1月発売）... 全機種 蒸気ダクト内蔵
  - ヘルシオ AX-PX1 ... 30L、自動293メニュー、クックブック372メニュー、2段調理、除菌機能、カラー液晶
  - ヘルシオ AX-GX1 ... 30L、自動136メニュー、クックブック232メニュー、2段調理、除菌機能
  - ヘルシオ AX-MX1 ... 26L、自動71メニュー、クックブック97メニュー
  - ヘルシオ AX-CX1 ... 18L、自動49メニュー、クックブック82メニュー
- 第8世代（2011年8月発売）... 全機種 蒸気ダクト内蔵
  - ヘルシオ AX-PX2 ... 30L、自動299メニュー、クックブック351メニュー、2段調理、除菌機能、カラー液晶
  - ヘルシオ AX-GX2 ... 30L、自動145メニュー、クックブック229メニュー、2段調理、除菌機能
  - ヘルシオ AX-MX2 ... 26L、自動76メニュー、クックブック103メニュー、除菌機能
  - ヘルシオ AX-CX2 ... 18L、自動51メニュー、クックブック82メニュー
- 第9世代（2012年8月発売）... 全機種 蒸気ダクト内蔵
  - ヘルシオ AX-PX3 ... 30L、自動352メニュー、クックブック429メニュー、2段調理、除菌機能、カラー液晶
  - ヘルシオ AX-GX3 ... 30L、自動145メニュー、クックブック254メニュー、2段調理、除菌機能
  - ヘルシオ AX-MX3 ... 26L、自動94メニュー、クックブック143メニュー、除菌機能
  - ヘルシオ AX-CX3 ... 18L、自動75メニュー、クックブック122メニュー
- 第10世代（2013年8月発売）... 全機種 蒸気ダクト内蔵
  - ヘルシオ AX-SP1 ... 30L、自動381メニュー、クックブック431メニュー、2段調理、除菌機能、カラー液晶、ココロエンジン、エコ技ターボ噴射エンジン
  - ヘルシオ AX-GA1 ... 30L、自動195メニュー、クックブック276メニュー、2段調理、除菌機能
  - ヘルシオ AX-SA1 ... 26L、自動124メニュー、クックブック161メニュー、除菌機能、カラー液晶、ココロエンジン
  - ヘルシオ AX-CA1 ... 18L、自動88メニュー、クックブック135メニュー
- 第11世代（2014年8月〜9月、2015年2月発売）... 全機種 蒸気ダクト内蔵
  - ヘルシオ AX-XP1WF ... 30L、自動403メニュー、クックブック446メニュー、2段調理、除菌機能、カラー液晶、ココロエンジン、ともだち家電
  - ヘルシオ AX-XP100 ... 30L、自動403メニュー、クックブック446メニュー、2段調理、除菌機能、カラー液晶、ココロエンジン
  - ヘルシオ AX-GA100 ... 30L、自動209メニュー、クックブック307メニュー、2段調理、除菌機能
  - ヘルシオ AX-SA100 ... 26L、自動156メニュー、クックブック213メニュー、除菌機能、カラー液晶、ココロエンジン
  - ヘルシオ AX-CA100 ... 18L、自動102メニュー、クックブック165メニュー
- 第12世代（2015年7月、同年10月発売）... 全機種 蒸気ダクト内蔵
  - ヘルシオ AX-XP2WF ... 30L、自動430メニュー、クックブック488メニュー、2段調理、除菌機能、カラー液晶、ココロエンジン、ともだち家電
  - ヘルシオ AX-XP200 ... 30L、自動430メニュー、クックブック488メニュー、2段調理、除菌機能、カラー液晶、ココロエンジン、まかせて調理
  - ヘルシオ AX-SP200 ... 30L、自動246メニュー、クックブック350メニュー、2段調理、除菌機能
  - ヘルシオ AX-MP200 ... 26L、自動122メニュー、クックブック206メニュー、除菌機能
  - ヘルシオ AX-CA200 ... 18L、自動102メニュー、クックブック166メニュー
- 第13世代（2016年7月～9月発売）... 全機種 蒸気ダクト内蔵
  - ヘルシオ AX-XW300 ... 30L、自動421メニュー、クックブック464メニュー、2段調理、除菌機能、カラー液晶、無線LAN、COCORO KITCHEN、まかせて調理
  - ヘルシオ AX-AP300 ... 26L、自動166メニュー、クックブック249メニュー、除菌機能、ココロエンジン、まかせて調理
  - ヘルシオ AX-SP300 ... 30L、自動245メニュー、クックブック348メニュー、2段調理、除菌機能
  - ヘルシオ AX-MP300 ... 26L、自動139メニュー、クックブック212メニュー、除菌機能
  - ヘルシオ AX-CA300 ... 18L、自動108メニュー、クックブック171メニュー
- 第14世代（2017年8月発売）... 全機種 蒸気ダクト内蔵
  - ヘルシオ AX-XW400 ... 30L、自動442メニュー、クックブック478メニュー、2段調理、除菌機能、カラー液晶（タッチパネル）、無線LAN、COCORO KITCHEN、まかせて調理
  - ヘルシオ AX-AW400 ... 26L、自動219メニュー、クックブック263メニュー、除菌機能、カラー液晶（タッチパネル）、無線LAN、COCORO KITCHEN、まかせて調理
  - ヘルシオ AX-AS400 ... 26L、自動140メニュー、クックブック214メニュー、除菌機能
  - ヘルシオ AX-CA400 ... 18L、自動111メニュー、クックブック173メニュー
- 第15世代（2018年6月、同年8月発売）... 全機種 蒸気ダクト内蔵
  - ヘルシオ AX-XW500 ... 30L、自動431メニュー、クックブック466メニュー、2段調理、除菌機能、カラー液晶（タッチパネル）、無線LAN、COCORO KITCHEN、まかせて調理
  - ヘルシオ AX-XS500 ... 30L、自動87メニュー、クックブック175メニュー、2段調理、除菌機能、まかせて調理
  - ヘルシオ AX-AW500 ... 26L、自動227メニュー、クックブック264メニュー、除菌機能、カラー液晶（タッチパネル）、無線LAN、COCORO KITCHEN、まかせて調理
  - ヘルシオ AX-AS500 ... 26L、自動144メニュー、クックブック182メニュー、除菌機能、まかせて調理
  - ヘルシオ AX-CA450 ... 18L、自動115メニュー、クックブック160メニュー
- 第16世代（2019年6月、8月発売）... 全機種 蒸気ダクト内蔵
  - ヘルシオ AX-XW600 ... 30L、自動382メニュー、クックブック378メニュー、2段調理、除菌機能、カラー液晶（タッチパネル）、無線LAN、COCORO KITCHEN、まかせて調理
  - ヘルシオ AX-XJ600 ... 30L、自動86メニュー、クックブック91メニュー、2段調理
  - ヘルシオ AX-AW600 ... 26L、自動202メニュー、クックブック207メニュー、除菌機能、カラー液晶（タッチパネル）、無線LAN、COCORO KITCHEN、まかせて調理
  - ヘルシオ AX-CA600 ... 18L、自動44メニュー、クックブック44メニュー
    - メニュー集PDF（詳細版）のダウンロードにより、自動20メニュー、クックブック60の追加閲覧が可能
- 第17世代（2020年6月、7月、9月発売）
  - ヘルシオ AX-XA10 ... 30L、自動382メニュー、クックブック338メニュー、2段調理、除菌機能、カラー液晶（タッチパネル）、無線LAN、COCORO KITCHEN、まかせて調理
  - ヘルシオ AX-X10 ... 30L、自動62メニュー、クックブック43メニュー、2段調理、除菌機能、カラー液晶（タッチパネル）、まかせて調理
    - メニュー集PDF（詳細版）のダウンロードにより、自動245メニュー、クックブック221の追加閲覧が可能

  - ヘルシオ AX-XJ1 ... 30L、自動88メニュー、クックブック92メニュー、2段調理
  - ヘルシオ AX-AJ1 ... 22L、自動66メニュー、クックブック80メニュー
- 第18世代（2021年6月、8月、11月末～12月発売）
  - ヘルシオ AX-XA20 ... 30L、自動373メニュー、クックブック333メニュー、2段調理、除菌機能、カラー液晶（タッチパネル）、無線LAN、COCORO KITCHEN、まかせて調理
  - ヘルシオ AX-RA20 ... 30L、自動130メニュー、クックブック148メニュー、2段調理、無線LAN、COCORO KITCHEN、まかせて調理
  - ヘルシオ AX-HA20 ... 30L、自動130メニュー、クックブック148メニュー、2段調理、無線LAN、COCORO KITCHEN、まかせて調理
  - ヘルシオ AX-UA20 ... 22L、自動72メニュー、クックブック82メニュー、無線LAN、COCORO KITCHEN
- 第19世代（2022年9月発売）
  - ヘルシオ AX-XA30 ... 30L、自動260メニュー、クックブック256メニュー、2段調理、除菌機能、カラー液晶（タッチパネル）、無線LAN、COCORO KITCHEN、まかせて調理
  - ヘルシオ AX-UA30 ... 22L、自動72メニュー、クックブック82メニュー、無線LAN、COCORO KITCHEN
- 第20世代（2023年7月-8月発売）
  - ヘルシオ AX-LSX3A ... 30L、自動266メニュー、クックブック256メニュー、2段調理、除菌機能、カラー液晶（タッチパネル）、無線LAN、COCORO KITCHEN、まかせて調理
  - ヘルシオ AX-RS1A ... 30L、自動131メニュー、クックブック148メニュー、2段調理、除菌機能、無線LAN、COCORO KITCHEN、まかせて調理
  - ヘルシオ AX-NS1A ... 30L、自動131メニュー、クックブック148メニュー、2段調理、無線LAN、COCORO KITCHEN、まかせて調理
- 第21世代（2024年6月-7月発売）
  - ヘルシオ AX-LSX3B ... 30L、自動286メニュー、クックブック270メニュー、2段調理、除菌機能、カラー液晶（タッチパネル）、無線LAN、COCORO KITCHEN、まかせて調理
  - ヘルシオ AX-RS1B ... 30L、自動141メニュー、クックブック161メニュー、2段調理、除菌機能、無線LAN、COCORO KITCHEN、まかせて調理
  - ヘルシオ AX-N1B ... 30L、自動111メニュー、クックブック121メニュー、無線LAN、COCORO KITCHEN、まかせて調理
- 第22世代（2025年6月、8月発売）
  - ヘルシオ AX-LSX3C ... 30L、自動305メニュー、クックブック288メニュー、2段調理、除菌機能、カラー液晶（タッチパネル）、無線LAN、COCORO KITCHEN、まかせて調理
  - ヘルシオ AX-RS1C ... 30L、自動141メニュー、クックブック169メニュー、2段調理、除菌機能、無線LAN、COCORO KITCHEN、まかせて調理
  - ヘルシオ AX-N1C ... 30L、自動111メニュー、クックブック121メニュー、無線LAN、COCORO KITCHEN、まかせて調理

## 関連製品

### ヘルシオIHセンター
※現在は生産を終了している。
KH-AX6B/AX6W/AX7B/AX7W
2009年8月発売。グリル部にウォーターヒート技術を搭載したビルトインタイプのIHクッキングヒーター。60cmトップタイプと75cmワイドトップタイプの2タイプ、それぞれにトッププレートと前面部が異なる3パターン（トッププレート部がブラック系・グリル部がレッド系、トッププレート部がブラック系・グリル部がシルバー系、トッププレート部がホワイト系・グリル部がシルバー系）がラインナップされる。

### ヘルシオグリル
※現在は生産を終了し、後述する「ヘルシオ グリエ」へ継承されている。
KF-AX1
2009年10月発売。焼き魚を中心としたグリル用途に特化したモデル。フラット庫内によりお手入れが容易な上、過熱水蒸気調理で発生した蒸気を冷却して水へ還元し、つゆ受けに排出される「蒸気カットシステム」と「背面ピタ置き設計」を採用したことで、当製品よりも設置性を高めている。

### ヘルシオ（ビルトイン型）
※現在は生産を終了している。
RSR-30HO（取付部材 RSR-30HO-BXとのセット品）
こちらはシャープと技術供与契約を結んだうえで主要部品の供給を受け、ガス機器メーカーのリンナイが生産・販売するビルトイン型タイプ。「ヘルシオ」の商標使用許可も得ている（カタログ等には"「ヘルシオ」はシャープ（株）の登録商標です"の記述がある）。ビルトイン型ガスオーブンの取替需要に応えて開発されたモデルである。
なお、既設のビルトイン型ガスコンロを残して新たにビルトイン型「ヘルシオ」を設置する（取替える）場合、ガスコンロの機種によっては取付不可の場合があるので注意が必要である。

### ヘルシオ炊飯器
※現在は全機種生産を終了している。
KS-GX10A/PX10A
2012年10月発売。水の抵抗を低減するペンギンの後退翼と衝突を抑制する魚群の習性を応用し、日本国内の家庭用IHジャー炊飯器として初めて「かいてんユニット」を搭載。先端を内側後方にカーブし、内側に30度の傾斜を設けて攪拌することで、内側の周囲（回転水流）、中心部（上昇水流）、水面と底面（湧き出し・吸い込み水流）で異なる3つの水流を生み、吸水工程では米一粒一粒をしっかり引き離すことで米粒に触れる表面積が増え、吸水を促進する「匠の浸し技」、加熱工程では水面と底面の温度差をなくし、デンプンを糖分に変える糖化酵素が最も活性化する温度帯（約60℃）をキープしたまま加熱することで甘み成分をアップさせる「匠の加熱技」、沸騰行程ではユニットのウイングが収納し、沸騰によって大量に吹き上がるおねばを切り、吹きこぼさずに釜内に戻すことで高火力の連続沸騰を実現する「匠の連続沸騰技」の3つの技の相乗効果でごはん表面の呈味成分（旨みや甘みなど味を感じさせる成分）を向上させた。なお、通常の炊飯だけでなく、おかゆ（「極美（きわみ）がゆ」コース使用時）や炊き込みご飯（「炊きこみ(かいてん有り)」コース使用時）でも攪拌を加えることが可能である。
また、洗米機能「匠の洗米技」も搭載されており、「かいてんユニット」の攪拌が作り出す水流で洗うことで白米表面のサブアリューロン層の削れを抑制し、手洗い洗米時に比べて栄養素の残存率を向上するとともに、水温と抵抗の2つのセンサーによってユニットの回転時間や回転数をコントロールし、手洗い洗米では難しい微妙な調整も自動制御で行う。
さらに、肉じゃがやカスタードクリーム、クリームシチューなどこまめなかき混ぜや焦げ付きを気にしながら微妙な火加減が必要な料理に、自動で攪拌する「混ぜ技クッキングメニュー」も搭載されている。
GX10Aは内釜に厚さ2mmの「ハードガラス鉄釜」を採用し、3.7インチ高反射型液晶を搭載したスタンダードモデル。PX10Aは外側に中空ビーズを追加して3mmに厚くした「ハードガラス鉄釜」を採用し、4.3インチホワイトバックライト液晶に触れると文字が光る静電タッチキーを追加し、蒸し板を追加同梱したプレミアムモデルである。
KS-MX10B/MX18B/PX10B
2014年4月〜5月発売。既存の3つの技（匠の浸し技・匠の過熱技・匠の連続沸騰技）に加えて、沸騰したタイミングで重なり合った米を「かいてんユニット」で大きく混ぜることで一粒一粒に沸騰水を一気に吸い込ませてふっくらとした大粒のご飯に炊き上げる「匠の米粒返し技」を追加。
また、プレミアムモデルのPX10Bは内釜を改良し、底面にダイヤカット状の凹凸を加え、発熱面積を広げることで火力を向上し、内面にガラス片でコーティングすることでフッ素を剥がれにくくするハードフッ素コートを加えた「極美ダイヤカット鉄釜」を採用。さらに、当製品第10世代の一部機種に搭載されている「ココロエンジン」が本機種にも搭載され、旬の食材・祭事のおすすめ・健康サポートといったメニューの提案や使いこなしのコツなどを音声で知らせてくれる。
一方、GX10Aの後継機種となるスタンダードモデルのMX10BはGX10Aに搭載されていた「混ぜ技クッキングメニュー」を省いて炊飯器の基本性能に特化した仕様となり、内釜は材質をステンレスに変更し、厚さを3mmに厚くして底面にダイヤカット状の凹凸を加え、内面にハードフッ素コートを施した「極美ダイヤカット釜」に改良。また、これまでは5.5合炊き（1.0L）のみだった「ヘルシオ炊飯器」では初となる大容量1升炊き（1.8L）モデルのMX18Bが新設された。

### ヘルシオジュースプレッソ/グリーンプレッソ
※現在は全機種生産を終了している。
EJ-CP10B
2013年4月発売。樹脂製のスクリューで低速回転し、石臼のようにゆっくりと食材を押しつぶす「低速圧縮絞り（コールドプレス）」方式を採用することで、一般のジューサーミキサーでは不向きな桃やキウイなどの果肉が多い果物、コーンや大豆の水煮などの粒状の食材、生姜などの固い食材といった幅広い食材に使うことができるスロージューサー。2012年6月に発売した初代モデル（EJ-CP10A）では「ジュースプレッソ」の愛称だったが、2代目発売時に「ヘルシオ」を冠した愛称に改称された。初代「ジュースプレッソ」からの改良点として、フィルター・スクリュー・タンククリーナーの3点を一体化し、フィルター外搾り方式に変更したフィルター 一体型スクリューを採用し、運転音が抑えられた。
EJ-ST1/CF10A
2015年4月発売。2年ぶりにモデルチェンジした3代目（「ヘルシオ」を冠してからは2代目）のEJ-CF10Aでは、スクリューを分離型に変更してフィルターの取り外しができるようになり、新たに付属したフローズン用アタッチメントに付け替えることで冷凍した野菜や果物を使用したフローズンデザートやフローズンサラダをつくることができるようになった。なお、フローズン用アタッチメントなしのスタンダードモデルEJ-ST1を新たにラインナップして2機種となり、カラーラインナップはビタミンカラーをイメージした5色（CF10A:3色、ST1:2色）展開となった。
EJ-CP1/GP1
2016年6月発売。「ヘルシオジュースプレッソ」の新機種となるCP1はモーターの低騒音化によりCF10Aに比べて運転音が低減された。また、上位機種となるGP1も設定されたが、本機種では「ヘルシオグリーンプレッソ」の愛称を名乗る。切り替えダイヤルの搭載で絞りかす出口のパッキンの圧力を変えることが可能で、葉物野菜の場合に圧力を低くすることで繊維かすの詰まりが軽減され、絞りかす出口の大きさをCF10A比約2.2倍とし、絞りかすを出しやすくしたことで、細かく刻まずにそのまま投入することが可能となった。予備洗浄機能も搭載されており、ジュース出口を付属のストッパーで塞ぎ、食材投入口から水を入れて運転することでタンク内部についた搾りかすを洗い流すことが可能である。

### ヘルシオ真空ブレンダー
※現在は生産を終了している。
EM-SB1/SB1A
2019年4月発売。真空ポンプを搭載したブレンダー。ブレンダー容器から空気を抜き食材を空気に触れさせずに攪拌することで、栄養成分の酸化や泡立ちを抑えることが可能である。また、ブレンダー容器や付属のドリンクボトルには哺乳瓶などに用いられている「トライタン」素材が採用されており、ドリンクボトルでそのまま飲用するためのドリンクフタも同梱している。
EM-SB1Aでは「トライタン」素材を採用した3サイズ（S/M/L）の保存容器が付属しており、食材の真空保存や真空調理も可能である。

### ヘルシオお茶プレッソ
※現在は全機種生産を終了している。
TE-GS10A
2014年4月発売。茶道で使われる道具を手本に、挽く・沸かす・点てる行程を1台で再現したお茶メーカー。挽く工程では抹茶を作る際に使われる石臼に倣い、セラミック製の小型臼を低速回転することで摩擦熱を抑え、約20μmの粉末に挽くことができる「お茶うす」を採用。沸かす工程では本体背面の水タンクで一度沸騰させてカルキ成分を取り除いた後、粉末茶に適した温度（約80℃〜90℃）に調整。点てる行程では茶筅を参考に挽いた粉末茶とお湯を丁寧にかき混ぜる「回転はね」を搭載した。
「お茶うす」で引いた粉末茶はクロロフィルや食物繊維も摂取でき、茶殻も出ない。また、日本茶（煎茶・碾茶(抹茶の原料)・玉露・ほうじ茶など）はもちろん、紅茶（ダージリン・セイロン・アッサムなど）、中国茶（烏龍茶・ジャスミン茶など）、ルイボスティーも挽くことが可能（「お茶うす」に入らない長い茶葉はあらかじめ短くしてから使う必要がある）。また、水タンクを使わず、お茶容器でかき混ぜる「ラテ」モードにすることで冷たいお茶やお茶ラテも作ることができるほか、市販のインスタントコーヒーや粉末ココアを用いてカフェラテやココアラテを作ることも可能。また、挽き方の調節も可能で、挽き方調節ダイヤルを「粗」にすることで料理や菓子にも活用することができる。
発売当初はブラック系とホワイト系の2色展開だったが、2014年9月に当製品のフラッグシップカラーであるレッド系を追加発売。さらに、茶葉に合わせて使い分けができるように、専用ケース付きのお茶うす単品（TH-GU1）も同時発売された。
TE-GS10B/TS56V
2015年4月発売。「お茶うす」を改良し、臼の溝（紋様）に粉末を留める「ふくみ」部分を設けたことで粒度を約15〜20μmに細かくなり、新たに設けた茶葉引掛け突起により不揃いの茶葉を引き込むことで挽き時間がGS10A比20%短縮。また、前面パネルと「お茶うす」のセット箇所に帯電防止樹脂を採用したことで茶葉の飛散や粉末の付着を抑制。「お茶うす」とお茶容器の投入口も大きくなった。新たにラインナップされた上位機種のTS56Vは、沸かす工程でカルキ分を取り除いた後、空冷方式で約70℃まで下げてから点てる「湯冷まし機能」を新搭載し、置き台とつゆ受けトレイは取り外して丸洗いができるようになった。なお、別売りの「お茶うす」単品も2015年モデルに対応した新型のTH-GU2となり、同時発売された。
専用茶葉（XZ-TNB01A）の発売
2015年11月にはお茶メーカー専用茶葉「ヘルシオお茶プレッソで飲む抹茶（XZ-TNB01A）」が発売された。都度必要な分だけ茶葉を挽けるお茶メーカーの特性を生かし、粉末状の抹茶にする前の碾茶の状態となっているため、空気の酸化などによる風味や香りの劣化を抑え、必要な分だけ挽きたての抹茶にすることができる。茶葉は日光を遮りながら栽培された京都府・宇治産地の一番茶（宇治茶）を使用している。パッケージは黒を基調としたシンプルデザインで、贈答用にも対応できるように、外箱には「SHARP」のコーポレートロゴを表示しない代わりに、縦書きで「シャープ株式会社」と記されている。

### ヘルシオホットクック
KN-HT99A
2015年11月発売。日本国内の家庭用電気鍋において初めて無水調理（水を使わずに野菜などの食材に含まれる水分を活用した調理方法）が可能な電気無水鍋。蓋の内側には円盤状の突起「旨味ドリップ加工」を施しており、食材から出た蒸気を水滴にして鍋の中を循環させることで、調味料を味付けなどの必要最低限にとどめて食材本来の旨みを活かした調理が可能である。また、メニューに合わせて最適なタイミングでかき混ぜる「まぜ技ユニット」を搭載するほか、温度と蒸気のダブルセンサーで火加減も自動調整するため、メニューを選択して食材をセットしておくだけで良く、料理の際にかき混ぜや火加減調整のためにそばにいる必要もない。さらに、空いた時間に食材をセットして設定時間に合わせて仕上げるタイマー予約機能「食べごろ予約調理」を搭載しており、ワンキー操作で一旦冷めた料理の温め直しも可能。残ってしまった場合でも付属の保存専用ふたをすることで内鍋ごと冷蔵庫に保存することが可能で、保存専用ふたがフラットなため、上に密閉容器などの小物も載せることができる。「まぜ技ユニット」や内ぶたは取り外して水洗いが可能である。内鍋は単品（TJ-KN1）でも発売されており、用途に応じて使い分けることも可能である（なお、内鍋は当初、本体との同時発売が予定されていたが、事情により発売日が約1ヶ月延期となり、同年12月発売となった）。
KN-HT24B
2016年12月発売。直径216mm・深さ147mm・容量2.4Lの広口深鍋となっており、魚1匹を切らずにそのまま投入するなど、食材を丸ごと投入して調理することが可能となり、最大6人分まで一度に調理可能な大容量サイズとなった。また、付属のメニュー集に掲載のメニュー数を143種類（HT99A比43種類増）、自動調理メニュー数を119種類（HT99A比34種類増）、「食べごろ予約調理」対応メニュー数を35種類（HT99A比19種類増）とメニュー数を拡充。「温め直し機能」はメニューにより「まぜる」機能の選択が可能となった。HT99A同様、HT24B専用の内鍋単品（TJ-KN2）も同時発売される（ただし、内鍋単品には保存専用ふたが同梱されない）。
KN-HW24C
2017年10月発売。前述のHT24Bの上位機種にあたるもので、無線LAN機能が搭載され、AIoTクラウドサービス「COCORO KITCHEN」に対応。これにより、本体と無線LAN接続を行うことでメニュー集の内容をディスプレイ表示と音声読み上げで行うほか、本体の「聞いて」キーを押すことでメニュー提案を行ったり、ダウンロードによる自動調理メニューの追加も可能となった。ディスプレイは3インチに大型化するともに、メニュー表示が番号表示から文字表示となり、メニューの検索も可能となった。そのほか、自動の「お手入れ」メニューが新たに搭載され、予約調理可能時間を15時間に延ばした。
KN-HW16D/HT99B
HW16Dは2018年7月、HT99Bは同年9月発売。初代となる1.6Lタイプが約3年ぶりにモデルチェンジされ、無線LAN機能搭載・「COCORO KITCHEN」対応モデルのHW16Dが追加設定された。HW16Dでは、液晶がHW24C同様にフルドット液晶となるほか、新たに3種類の火加減（強火・中火・弱火）、4種類のまぜかた（まぜない・たまにまぜる・よくまぜる・高速にまぜる）、時間が設定可能な「好みの設定加熱」やふたを開けたままでの加熱が可能な「煮詰め」機能が搭載された。また、カラーバリエーションが強化され、レッド系に加えてホワイト系が新たに設けられ、2色展開となった。なお、HT99Bは従来のHT99Aでは付属されていたふたが付属されなくなった。
KN-HT16E/HW16E/HW24E
HT16Eは2019年7月、HW16E/HW24Eは同年8月発売。HW24Eは従来からのレッド系に加え、2.4Lタイプでは初となるホワイト系を追加した2色展開となり、HW16Dで搭載された「好みの設定加熱」や「煮詰め」機能も搭載。HW16E/HE24Eは本体画面のヘルシオデリメニューで、下ごしらえ済み調理キット「ヘルシオデリ」をスマートフォンで発注するためのQRコードが新たに表示された。HT16Eは本体に搭載の自動メニュー数が増えた（HT99B:114 → HT16E:121）。
KN-HW10E
2019年11月発売。新たに設定された1-2人用の1.0Lタイプで、「まぜ技ユニット」の改良とコンパクトモーターの採用により、1.6Lタイプ（2-4人用）のHW16Eよりも設置幅が144mm削減され220mmにコンパクト化。内蔵メニューには「カンタン煮魚」や「カット野菜で1品」など、単身世帯向けのメニューが設けられた。また、付属の蒸しトレイを使用することで、下段で汁物や煮物などを、上段で蒸し物やおかずなど2つのメニューを1台で同時に作る「上下2段調理」も可能である。カラーバリエーションはホワイト系に加え、「ホットクック」では初となるブラック系の2色展開である。
KN-HW16F/HW24F
2020年9月発売。1.6Lタイプ・2.4Lタイプがモデルチェンジされ、公式ファンコミュニティ「ホットクック部」でユーザーから投稿されたオリジナルレシピを「COCORO KITCHEN」レシピサービスからダウンロードしての自動調理や、市販のジッパー付き食品保存袋と付属の蒸しトレイを用いての低温調理が可能となった。内鍋には1.6Lタイプ・2.4Lタイプで初のフッ素コートが施され、オープンオムレツやじゃがいものガレットがメニューに追加された。スマートライフアプリ「COCORO HOME」との連携にも対応し、情報が届くと本体の「聞いて」キーが点滅して通知し、キーを押すとスーパーの特売情報を発話して知らせる（専用アプリからの登録により、指定した店舗や食品に関連した特売情報が優先して発話される）ほか、予約メニューはクラウドメニューを含めて12メニューが追加された。
なお、本機種で初採用されたフッ素コート内鍋は、歴代モデルにも使用が可能なように、「ホットクック専用フッ素コート内鍋」として別売品でも発売される（TJ-KN1FB/KN2FB）。
KN-HW10G/HW16G/HW24G
2021年9月発売。1.0Lタイプは初のモデルチェンジとなる。3機種共通で、「COCORO KITCHEN」レシピサービスから食材や料理のテーマ、ジャンルごとにメニューがまとめられた「クックリスト」の登録が可能となり、クラウドメニューからユーザーの使用状況に応じて順にメニューを提案するステップアップメニューも搭載された。1.6Lタイプと2.4Lタイプは「混ぜ技ユニット」の最大回転回数が2020年モデル比で約2倍に高速化されたことで生クリームの泡立てが可能となり、かき混ぜ機能を加熱時だけでなく準備や仕上げの段階でも使用可能となったことで自動調理の範囲を拡大。また、本体幅を1.6LタイプはHW16F比で3.4cm、2.4LタイプはHW24F比で5cmそれぞれ短くしてコンパクト化された。1.0Lタイプで新設されたブラック系をレッド系と入れ替わる形で1.6Lタイプにも設定された。1.0Lタイプはジッパー付き食品保存袋を使用する低温調理メニューや焼き物メニューが追加された。
2023年6月には、2.4Lタイプに新色のプレミアムブラックが追加発売された。
専用別売アクセサリー「もっとクック」（TJ-U2A）の発売
2023年10月には、専用別売アクセサリーとして「もっとクック」が発売された。本体に付属する「まぜ技ユニット」のアーム部分をシリコンゴム素材のヘラ形状にしたもので、「まぜ技ユニット」と付け替え、専用メニューをダウンロードして使用する。HW24C以降の2.4Lタイプの無線LAN搭載機種で対応しているが、HW24CとHW24Eは別売の「ホットクック専用フッ素コート内鍋」を使用する必要がある（本体付属のステンレス内鍋は使用不可）。
KN-HW16H/HW24H
2024年8月発売。1.6Lタイプと2.4Lタイプが約3年ぶりにモデルチェンジされ、proシリーズとなった（1.0LタイプはHW10Gを継続）。かき混ぜ用モーターの構造が改良され、食材に火が入る前の固い状態でもかき混ぜ開始が可能となったことで調理時間を短縮化。内蔵の自動メニューは追加や更新が行われ、10分～15分で調理可能な「パパっとおかず」も搭載。本体底の熱板（内鍋との接触部）には「らっクリーンコート」と呼ばれる汚れを落としやすくするコーティングが施された。炊飯メニューはHW16G/HW24Gの2メニュー（ごはん・おかゆ）から9メニューへ大幅に拡充され、炊き方の選択も可能となった。
KN-MN16H
2024年11月発売。1.6Lタイプに自動かき混ぜ機能レスのwithシリーズを追加。かき混ぜが推奨されるメニューには調理の進行に合わせて具材をかき混ぜるタイミングやコツをお知らせ音と画面表示でアドバイスする「まぜナビ」が搭載されており、液晶画面は途中で蓋を開けてかき混ぜるときにも確認が可能なように前面に移動される。カラーはブラックのみとなる。

### ヘルシオ グリエ/グリエレンジ/トースター
AX-H1
2016年10月発売。当製品と同じ過熱水蒸気エンジンを搭載しつつ、コンパクトサイズとし、過熱水蒸気のパワーを弱・中・強の3段階で切り替える「過熱切替」ボタンとダイヤル式タイマーのみのシンプル操作としたウォーターオーブン専用機。当初はレッド系のみだったが、2017年5月にホワイト系とブラック系を2万台の限定生産で追加発売した。また、同年4月には、トレイにシリコンコーティングを施した「ヘルシオ グリエ」専用の別売部品「コーティングトレイ（YX-H1CT）」も発売された。
AX-H2
2017年11月発売。庫内の清掃性向上のため、AX-H1では別売部品での対応だったシリコンコーティング仕様のトレイが付属品となり、扉の内側にもガラスが装着された。また、カラーバリエーションもAX-H1では限定生産だったホワイト系が追加され、2色展開となった。
AX-HR2
2017年12月発売。AX-H2にレンジ機能が搭載されたウォーターオーブンレンジで「ヘルシオ グリルレンジ」の愛称を名乗る。レンジ機能の搭載に伴って庫内容量が8Lに拡大され、直径24cm未満のお皿や高さ13cm未満のマグカップも入れられるようになった。付属品のトレイは過熱水蒸気・レンジ機能兼用のセラミックに、過熱水蒸気専用の焼き網はホーローになった。レンジ機能は、オート・600W・500W・解凍（200W相当）の切り替えが可能で、絶対湿度と温度の2つのセンサーが搭載されている。
AX-GR1
2019年11月発売。庫内で発生した過熱水蒸気を温度コントロールして低温で中までじっくり加熱する「ふわふわモード（弱モード）」が新たに搭載され、冷凍した生食パンを焼き目をつけず、適度な水分を与えて加熱することが可能となった。また、通常の食パンを水分量を残しながら焼き上げる「トーストモード」も新たに搭載された。外観デザインも刷新され、カラーバリエーションはレッド系と初代モデルのAX-H1以来となるブラック系の2色展開となる。
AX-GR2
2021年10月発売。同梱のコーティングトレイを使用したおかずやスイーツのメニューに対応し、本体の加熱モードの表示が「トースト」の上の食パンのアイコンが入り、雫のアイコンを「弱(生食パン)」・「中(クロワッサンのアイコン)」・「強(網の上に天ぷらが乗ったアイコン)」に改められた。カラーバリエーションはレッド系と、AX-H2/HR2以来となるホワイト系の2色展開となる。
AX-WT1
2024年12月発売。トースト機能に特化したウォーターオーブントースターで「ヘルシオ トースター」の愛称を名乗る。水タンクの容量をGR2の約40mlから約50mlにアップ。自動メニューが搭載され、トースト3種類・パン4種類に加え、リベイク（揚げ物・焼き物）、ノンフライから揚げ、焼き野菜など14種類を備え、天板にある一覧で確認が可能となっている。過熱水蒸気量を3段階から調節可能な「おいしさ食感マイスター」が搭載され、焼き加減も5段階から選択可能となり、トーストと厚切トースト設定時には加熱設定を保存できるメモリー機能も搭載する。操作部をGR2の右側から下部に移したことで横幅が340mmにスリム化され、液晶表示が追加された。
発売当初はブラックのみだったが、2025年6月にホワイトが追加発売された。